# Liste der Bodendenkmäler in Solnhofen
Auf dieser Seite sind die Bodendenkmäler in der mittelfränkischen Gemeinde Solnhofen zusammengestellt. Diese Tabelle ist eine Teilliste der Liste der Bodendenkmäler in Bayern. Grundlage ist die Bayerische Denkmalliste, die auf Basis des Bayerischen Denkmalschutzgesetzes vom 1. Oktober 1973 erstmals erstellt wurde und seither durch das Bayerische Landesamt für Denkmalpflege geführt wird. Die folgenden Angaben ersetzen nicht die rechtsverbindliche Auskunft der Denkmalschutzbehörde.

Mit Stand Dezember 2015 sind 4 Bodendenkmäler in Solnhofen auf der Bayerischen Denkmalliste eingetragen. 

## Bodendenkmäler der Gemeinde Solnhofen

### Gemarkung Eßlingen
| Lage                          | Objekt                                | Akten-Nr.     | Bild |
| ----------------------------- | ------------------------------------- | ------------- | ---- |
| Eßlingen Solnhofen (Standort) | Körpergräber des frühen Mittelalters. | D-5-7132-0001 |      |

### Gemarkung Solnhofen
| Lage                 | Objekt | Akten-Nr.     | Bild            |
| -------------------- | --- | ------------- | --------------- |
| Solnhofen (Standort) | Bestattungsplatz mit Grabhügeln vorgeschichtlicher Zeitstellung. | D-5-7031-0050 | (D-5-7031-0050) |
| Solnhofen (Standort) | Mesolithische Freilandstation, Verhüttungsplatz der Späthallstatt- und Frühlatènezeit sowie des Frühmittelalters, frühmittelalterliche Basilika St. Sola und mittelalterliches Kloster. Basilika unter Schutzbau konserviert und museal aufbereitet. | D-5-7131-0010 | weitere Bilder  |
| Solnhofen (Standort) | Abgegangene mittelalterliche oder frühneuzeitliche Kapelle. | D-5-7131-0011 |                 |